# Хауарт, Джон Томас
Джон То́мас Ха́уарт (англ. John Thomas Howarth; 1899 — дата смерти неизвестна) — английский футболист, защитник.
Родился в Дарвене, Ланкашир. Выступал за «Манчестер Сити» (официальных матчей за клуб не провёл) и «Дарвен». В мае 1921 года вместе с другим игроком «Дарвена» Джорджем Хэслемом перешёл в «Манчестер Юнайтед». Дебютировал за «Юнайтед» 2 января 1922 года в матче Первого дивизиона против «Шеффилд Юнайтед». Всего в сезоне 1921/22 провёл за «Манчестер Юнайтед» 4 матча в чемпионате. Впоследствии в основном составе не выступал, и в июне 1923 года покинул команду.